# Ялта (селище)
Я́лта — селище в Україні, в Мангушській селищній громаді Маріупольського району Донецької області.
Населення — 5256 осіб (2015). Належить до приазовського рекреаційного району.

## Розташування
Ялта розташована в гирлі річки Мокра Білосарайка на узбережжі Азовського моря за 31 км на захід від залізничної станції Маріуполь. Відстань до центру громади становить близько 16 км і проходить автошляхом Т 0523.
Географічно селище поділяється на власне Ялту і Нову Ялту (райони, прилеглі до узбережжя, забудовані переважно будинками та базами відпочинку).
Недалеко від селища, біля основи Білосарайської коси, росте сосновий гай площею 4 га, висаджена ентузіастами Жданівського лісгоспу. Поруч розташовується орнітологічний заказник «Приазовський чапельник», що входить до складу природного національного парку «Меотида».
У Ялті міститься відділ прикордонної служби «Ялта» Донецького прикордонного загону.

## Клімат
У Ялті переважає континентальний клімат, який пом'якшується впливом Азовського моря. Літо завжди спекотне. Вода в морі прогрівається дуже швидко і вже в середині травня досягає 20—22°C, а в липні-серпні — 26—28 °C. Кількість опадів — 380 мм на рік.

## Адміністративний устрій
Селище міського типу Ялта — адміністративний центр Ялтинського селищної ради, в який входять також села Азовське та Юр'ївка.

## Назва
Ялта, грецькою Яліта, що походить від румейських «яло» (море) і «ялос» (морське узбережжя). Катойконіми: ялтинський, ялтинська, ялтинці, яльтинет.

## Історія

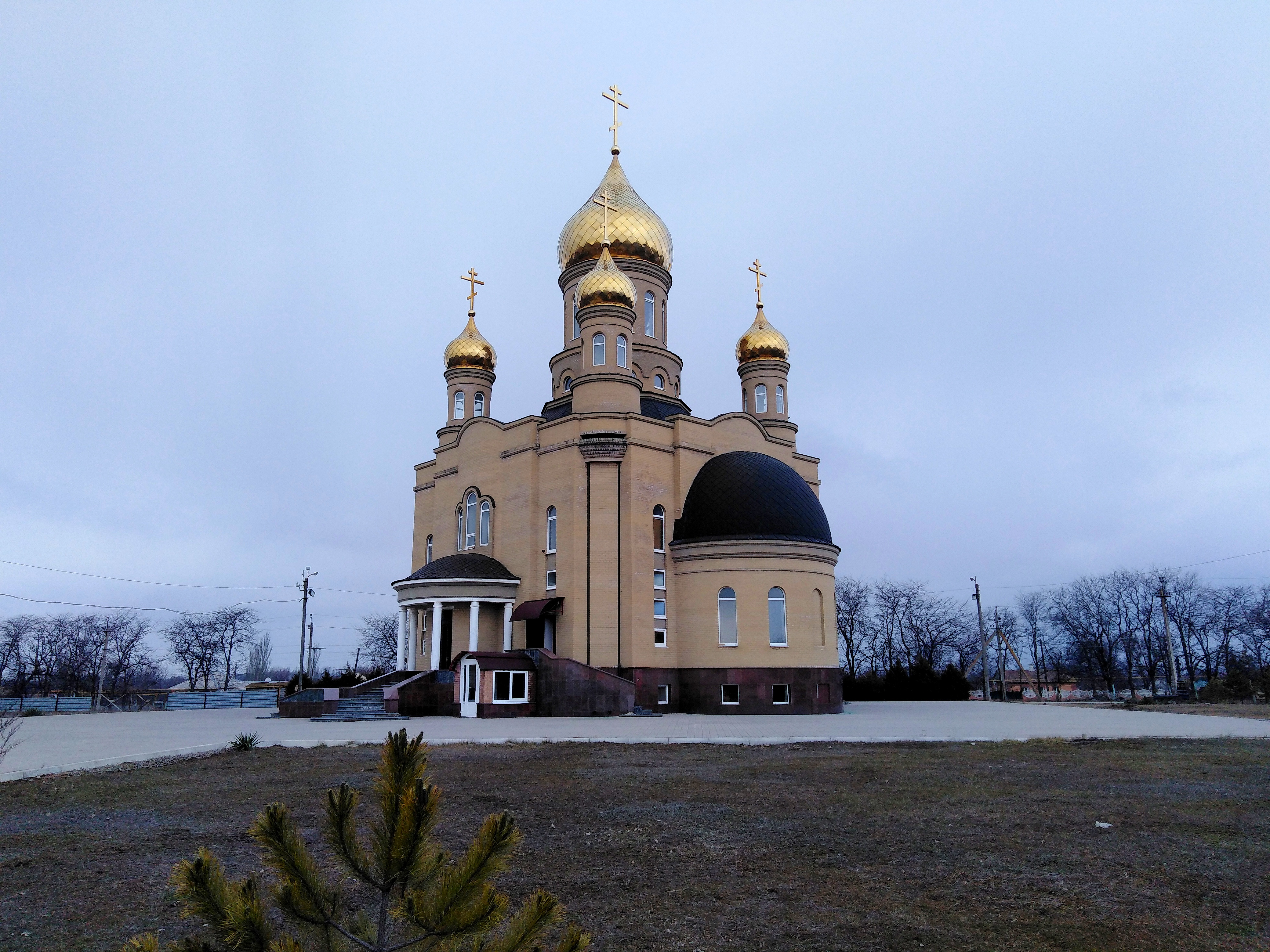
Храм Івана Златовуста

Селище засноване у 1780 греками, які переселились із Криму і назване на честь кримської Ялти. Переселенці походили з міста Ялти та сіл Верхньої та Нижньої Аутки, Масандри, Магарача, Нікіти, Великого Ломбата та Малого Ламбата.
У перший же рік поселенці Ялти побудували спочатку з місцевого каменю невелику церкву Іоанна Златоустого, а 1784 року була побудована і освячена велика кам'яна церква з тією ж назвою. Богослужіння велося грецькою (румейською) мовою. 1873 року було запроваджено богослужіння церковнослов'янською мовою, а священики були вже суто росіяни. У той же час з'явилися метричні книги.
У 1876 році в Ялті вперше була відкрита двокласну церковно-парафіяльна школа російською мовою. Перші вчителі не знали грецької, а учні російської мови. До цього населення Ялти було не грамотне не знаючи грамоти.
В кінці XIX століття в Ялті були відкриті 2 чотириповерхові школи, побудовані на кошти повітового земства, мешканці називали їх «земськими».
У кінці XIX століття Маріупольська єпархія дала згоду і частково фінансувала будівництво великої кам'яної церкви, яка була освячена в день Івана Купали, румейською «Ай-Ян». Цей день в Ялті церквою та парафіянами відзначався як храмове свято.
У 1912 році в с. Ялта було 999 будинків, в яких проживало 6056 осіб: 3094 чоловіків та 2962 жінок. У селі діяла одна церква, 4 школи, мешкали урядник, лікар і фельдшер. Працювали 6 вітряних млинів і 2 заводи з виробництва дахівки.
Радянська влада встановлена в січні 1918 року. У роки громадянської війни створений у селі місцевими жителями В. П. Шурдою та О. В. Лук'яновим повстанський загін бився з денікінцями. 5 травня 1919 року під с. Троянами Бердянського повіту загін оточили махновці. Після жорстокої сутички частина бійців разом з В. П. Шурдою потрапила у полон і була розстріляна. 19 жовтня 1920 року в селі організувалася трудова артіль «Артільна сім'я». 1921 року створена сільськогосподарська кооперація. Під час суцільної колективізації в 1931 році в Ялті створено 8 колгоспів та МТС. У перші ж дні окупації гітлерівці розстріляли комуністів К. Д. Арнаутова; І. Л. Тодурова, Ф. В. Дмитрієва.
На фронтах німецько-радянської війни билися 400 жителів Ялти, з них 156 загинули, 193 удостоєні урядових нагород, у тому числі В. Г. Будико — ордена Леніна.
У 1969 році Ялті надано статус селища міського типу.
28 липня 2023 року Верховна Рада України проголосувала за законопроєкт № 8263 «Про дерадянізацію порядку вирішення окремих питань адміністративно-територіального устрою». Відповідно до цього законопроєкту, статус селища міського типу в Україні було ліквідовано.
У центрі Ялти 9 травня 1975 року відкрито меморіальний пам'ятник на честь воїнів, загиблих у боротьбі проти нацизму.

## Археологія
У селища Ялта, в одному з курганів групи «Комишеватка» епохи енеоліту/бронзи, був виявлений скелет стародавньої людини, ріст якої становив 2 метри. Також знайдено посуд, який відноситься до зрубної археологічної культури.

## Туризм
Ялта це регіональний морський курорт. У селищі і в околицях розташовані понад 65 баз відпочинку і пансіонатів, велика кількість дитячих оздоровчих таборів, приватних котеджів. Море у межах селища мілководне (частково оточене Білосарайською косою), добре прогрівається. У Ялті можна оздоровитися за допомогою лікувальних грязей. У Старій Ялті дно моря переважно грязьове, піщане дно на пляжі у Новій частині селища. Пляжі упорядковані тіньовими навісами. Ціле літо в селищі працюють продуктові ринки. Насиченість морського повітря озоном, бромом, йодом створюють комфортні умови для відпочинку і оздоровлення в Ялті. Купальний сезон розпочинається у середині травня.
Між Старою та Новою Ялтою є безкоштовний кемпінг, де відпочивають туристи з наметами. У центрі Ялти діє луна-парк.
Найбільші санаторії, пансіонати, готелі та бази відпочинку:
- «Самсон» (раніше «Азовсталь»)
- «Східний»
- «Меблевик»
- «Азовські зорі»
- «Гірник»
- «Збагачувач»
- "Перлина" (колишній «Вторчормет»)
- «Вогник»
- «Колосок»
- «Комунальник»
- «Хвиля» (Укрвторчермет)
- «Ялта»
- «Нептун»
- «Азовочка»
- «Червона гвоздика»
- «Сонячна»
- «Світлячок»
- «Вуглик»
- «Металург»
- «Сонячний берег»
- «Рибак»
- «Кооператор»
- «Лагуна»
- «Хвиля»
- «Топольок»
- «Меркурій»
- «Дельфін»
- «Житловик»
- «Геолог»
- «Кондитер»
- «Хвиля»
- «Зв'язок»
- «Золотий колос»
- «Галинка»
- «Південний»
- «Перлина»
- «Шиферник»
- Готель «Таранова Бухта»

## Населення
За даними перепису 2001 року населення селища становило 5798 осіб.
| 1859   | 1885   | 1897   | 1908   | 1939   | 1959   | 1970   | 1979   | 1987   | 1989   | 1992   | 1998   | 2001   | 2002   | 2003   | 2004   | 2005   | 2006   | 2007   | 2008   | 2009   | 2010   | 2011   | 2012   | 2013   | 2014   | 2015   |
| ------ | ------ | ------ | ------ | ------ | ------ | ------ | ------ | ------ | ------ | ------ | ------ | ------ | ------ | ------ | ------ | ------ | ------ | ------ | ------ | ------ | ------ | ------ | ------ | ------ | ------ | ------ |
| → 2204 | ↗ 3040 | ↗ 5853 | ↘ 5321 | ↗ 5535 | ↘ 5232 | ↗ 5600 | ↗ 5800 | ↗ 5900 | ↘ 5600 | ↗ 6000 | → 6000 | ↘ 5798 | ↘ 5732 | ↘ 5648 | ↘ 5597 | ↘ 5540 | ↘ 5485 | ↘ 5421 | ↘ 5412 | ↘ 5407 | ↘ 5361 | ↘ 5321 | ↘ 5290 | ↘ 5278 | ↘ 5276 | ↘ 5256 |

Розподіл населення за рідною мовою (2001).
| українська | російська | грецька | вірменська | білоруська | молдовська |
| ---------- | --------- | ------- | ---------- | ---------- | ---------- |
| 4,17 %     | 93,79 %   | 1,54 %  | 0,29 %     | 0,09 %     | 0,2 %%     |

## Економіка
Харчова промисловість (молочна, маслосироробна). Рибна промисловість, місцевий морський курорт. Місце розселення греків Приазов'я. Неподалік розташований ландшафтний парк Білосарайська коса.

## Культура
Ялта 2003 року приймала міжнародний фестиваль грецької культури «Мега-Йорти» імені Доната Патричі.
Центральна площа Ялти має назву «Грецька площа». Відкрита в честь 225 річниці заснування грецького селища Ялта, і у святкові дні тут проходять концерти та культурно-розважальні заходи. Храм Святителя Іоанна Златоуста знаходиться на найвищій точці Ялти, поряд з Грецькою площею. У храмі покояться частки мощей Святителя Іоанна Златоуста і Святителя Василя Великого, які були передані з острова Крит напередодні 1600-ї річниці пам'яті покровителя Храму.

## Соціальна сфера
У Ялті діють:
- Ялтинська загальноосвітня школа І-ІІІ ст. № 2,
- Ялтинська загальноосвітня школа І-ІІІ ст. № 1,
- філія районної дитячої музичної школи,
- будинок культури,
- бібліотека,
- лікарня,
- протитубдиспансер,
- дитячі садки,
- два стаціонарних поштових відділення та одне сезонне (забезпечує відпочивальників у курортній зоні усіма видами послуг зв'язку).
- кавярні
- дві аптеки
- дві перукарні
- три ринки (продовольчі та сувенірний)
- крамниці («Рибник», «Ялта», «Скіф», «Диліжан», «Щирий Кум», «Караван», «Схід», «Чебуречна», «Кулінарія» та автомагазин)
- автозаправка
- шиномонтаж
- відділення поліції
- дискотека «Левада»
- автовокзал

## Персоналії
У селищі народились:
- Агурбаш Микола Георгійович — російський підприємець, музичний продюсер, меценат;
- Акритова Елла Олексіївна — українська оперна співачка, сопрано, Заслужена артистка України.
- Карабиць Іван Федорович — композитор;
- Константинов Валентин Костянтинович (1923—2012) — український живописець і скульптор.
- Проценко Аркадій Дмитрович — письменник, краєзнавець, автор 15 книг. Член Спілки краєзнавців України, Член Спілки журналістів України.
- Сапко Костянтин Васильович — генерал-лейтенант МВС України.
- Хаджинов Едуард Валентинович — поет, етнограф, фольклорист.
- Харакоз Наталія Георгіївна — член Національної спілки письменників України, член Спілки журналістів України, оглядач газети «Приазовский рабочий». Керівник літклубу «Азов'я».
- Чебурахін Михайло Васильович — архітектор, технолог, автор футбольного кубка «Кубок України».

## Пам’ятники та меморіали
На території Ялти знаходяться декілька пам’ятників. Серед них, меморіали загиблим у Німецько-радянській війні (1941-1945), у радянсько-афганській війні (1979-1989), ліквідаторам наслідків аварії на Чорнобильській АЕС (1986). 
Крім того на Грецькому майдані є архітектурна інсталяція, в античному стилі з указанням першопереселенців на нову батьківщину.
Існуючі пам’ятники

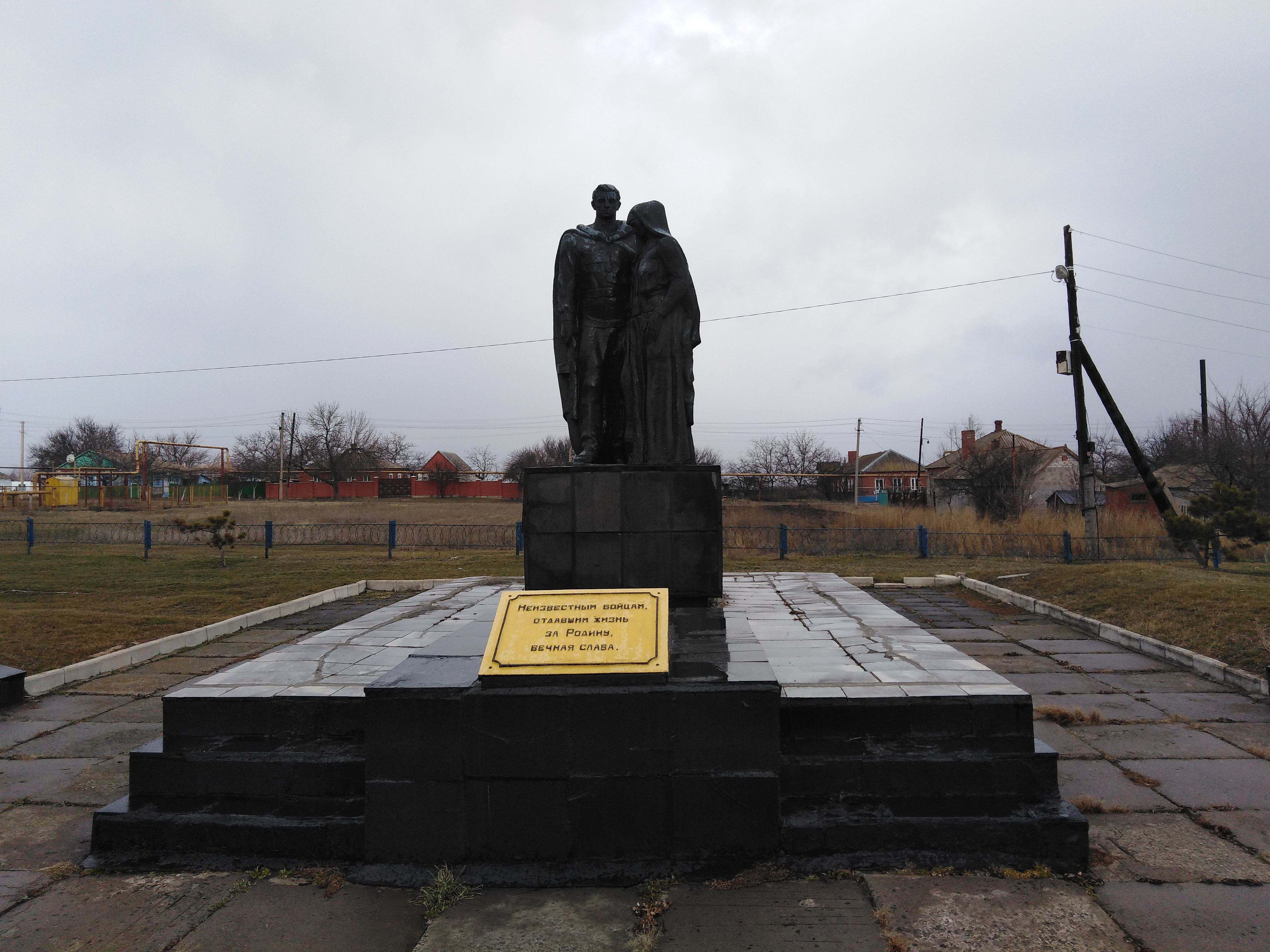
Меморіал загиблим у Німецько-радянській війні (1941-1945)
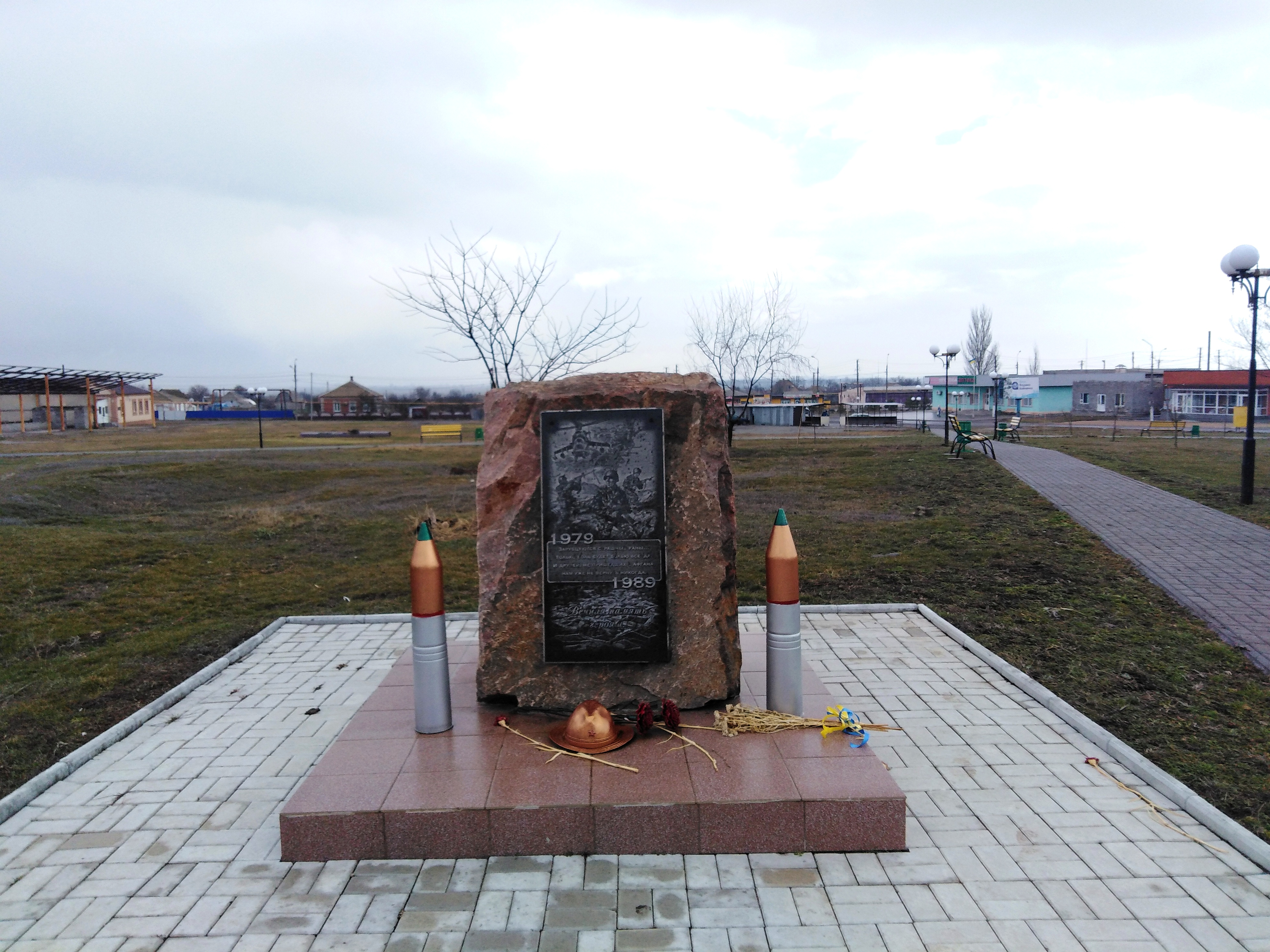
Меморіал загиблим у Радянсько-афганській війні (1979-1989)
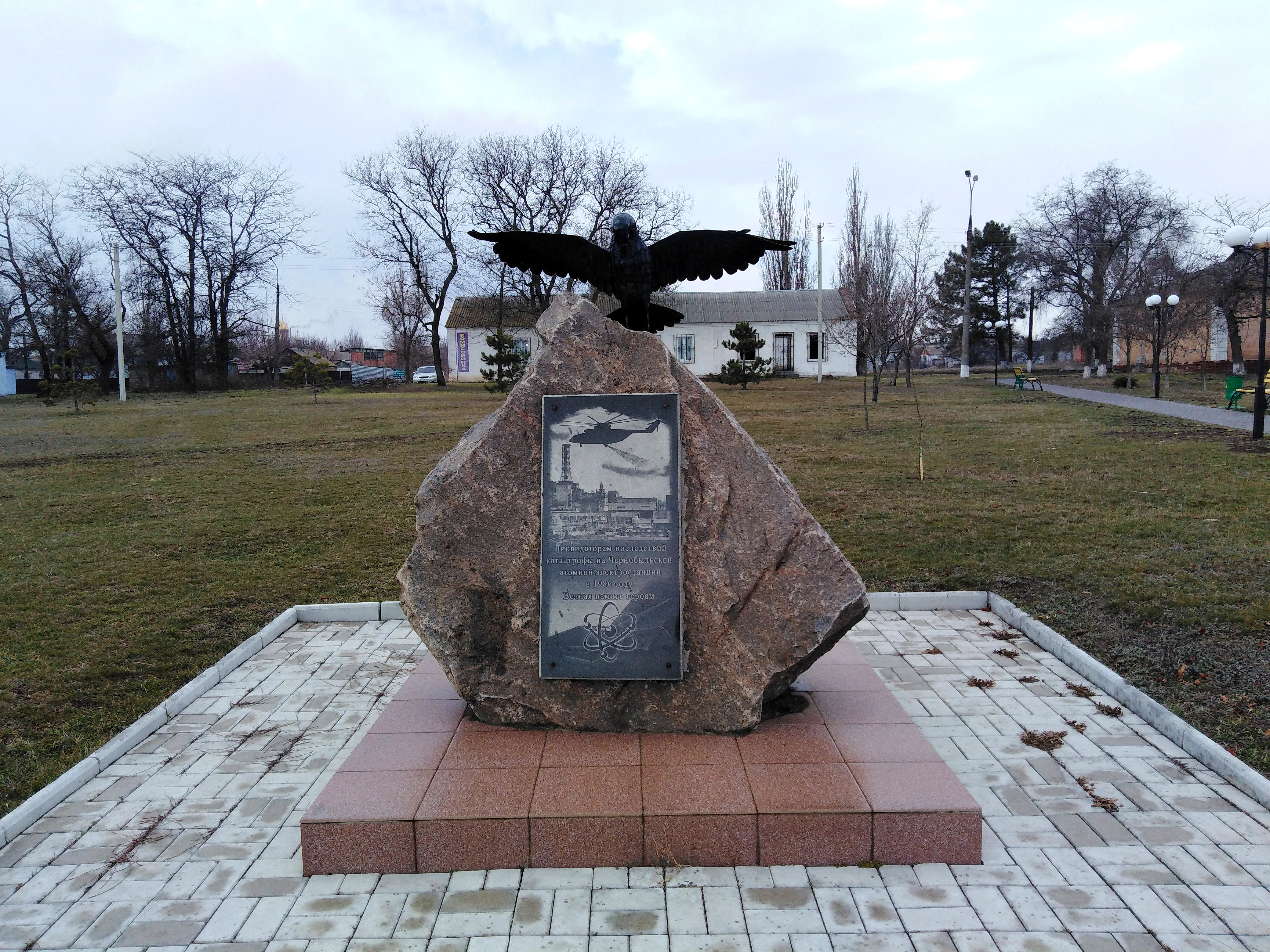
Меморіал ліквідаторам наслідків аварії на Чорнобильській АЕС (1986)
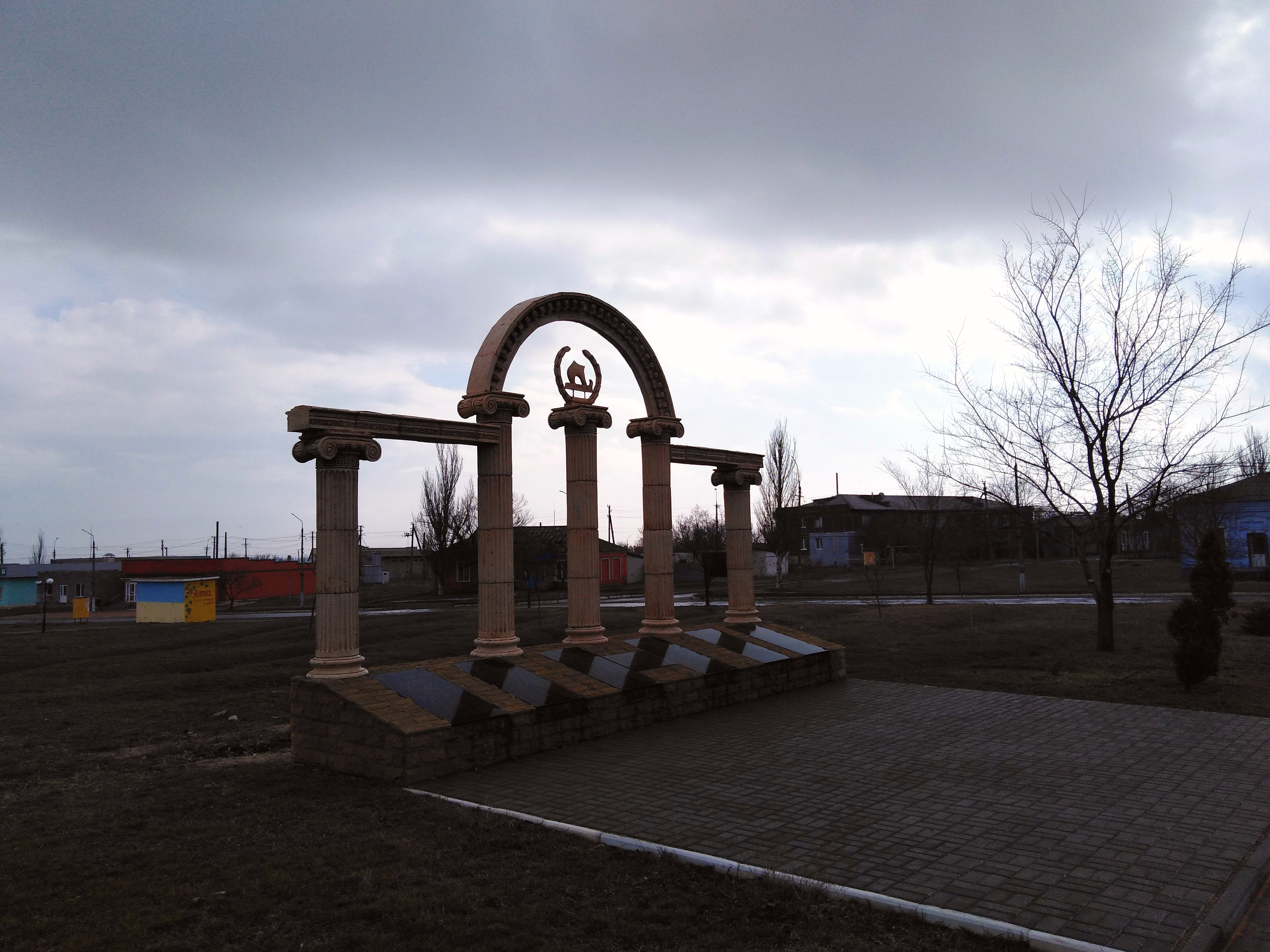
Грецький майдан
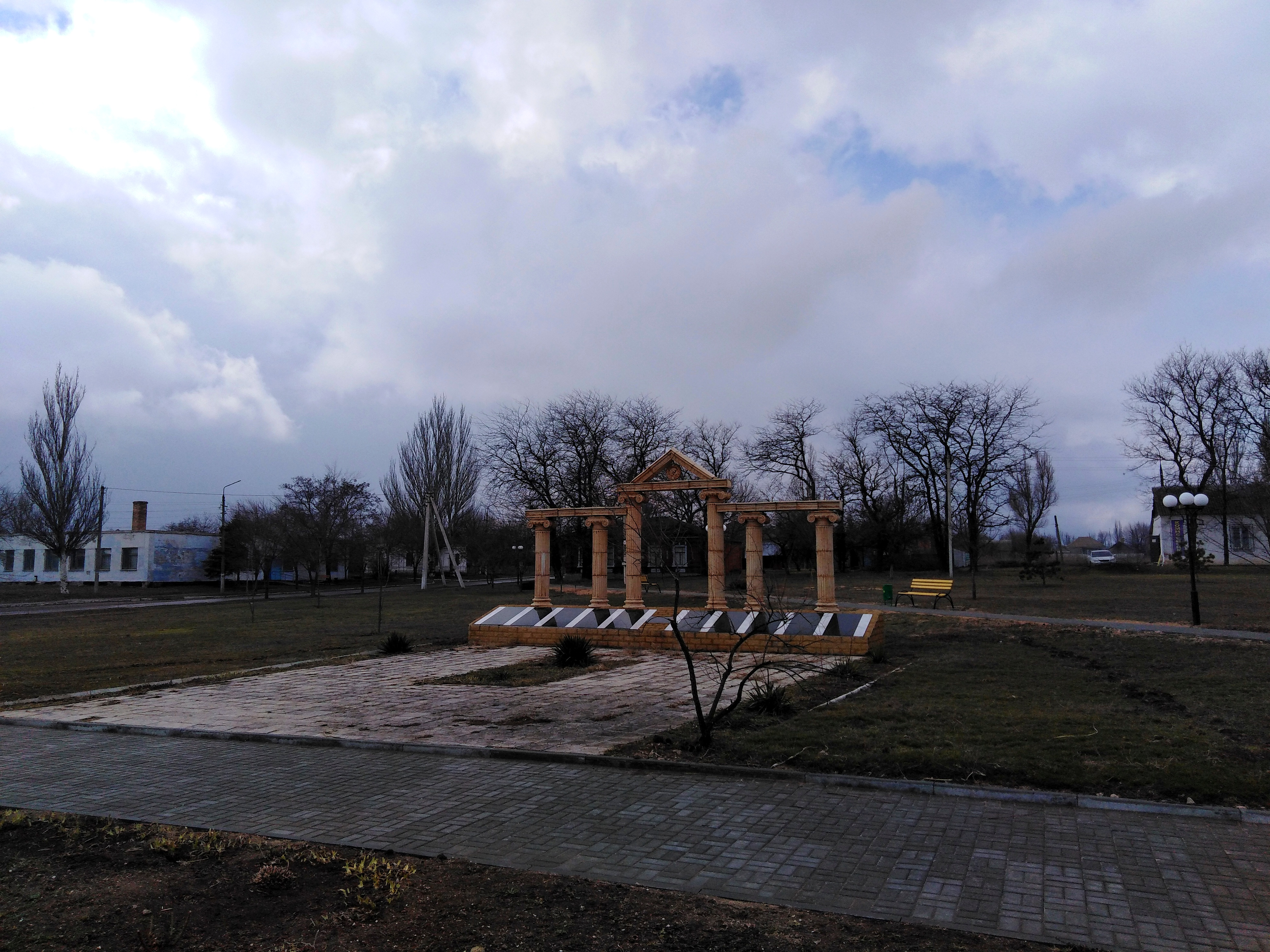
Грецький майдан

## Пам'ятки
Поблизу Ялти розташований орнітологічний заказник загальнодержавного значення Приазовський чапельник.

## Цікавий факт
На Великдень 2011 року в селищі Ялта спекли найбільшу українську паску вагою 2,1 тонни — її випікали 10 пекарів упродовж 100 годин, використавши понад тонну борошна, 480 л молока, 7,5 тисяч яєць, 280 кг родзинок, 10,5 кг солі, 315 кг цукру, 90 кг дріжджів, 430 кг вершкового масла. Кожному з семи тисяч мешканців Ялти дісталося по 300 грамів випічки, унікальність якої визнали експерти Національного реєстру рекордів України.